# Intuitismo

L'intuitismo è un movimento artistico-filosofico contemporaneo sviluppato da Eric Sivrí e Sylvie Biriouk alla fine anni '90 del XX secolo. Esso propone una nuova visione dell'arte e della società basandosi sullo scambio incessante tra le culture, su una poesia e una prosa meno strutturate e più libere e sull'incontro di più forme d'arte come poesia, pittura, scultura, musica in un'unica opera.